# ロイヤル・ソブリン (戦列艦・3代)
|          | |
| 艦歴     | |
| 発注:    | 1786年2月3日 |
| 建造:    | プリマス工廠 |
| 起工:    | 1774年1月7日 |
| 進水:    | 1786年9月11日 |
| 改名:    | キャプテン (1825年8月17日) |
| その後:  | 1841年解体 |
| 性能諸元 | |
| クラス:  | 1等戦列艦 |
| 全長:    | 砲列甲板：183ft 10½in（56.0m） |
| 全幅:    | 52ft 1in（15.9m） |
| 喫水:    | 22ft 2½in（6.8m） |
| 機関:    | 帆走（3本マストシップ） |
| 兵装:    | 100門： 上砲列：12ポンド（5kg）砲30門 中砲列：24ポンド（11kg）砲28門 下砲列：32ポンド（15kg）砲28門 後甲板：12ポンド（5kg）砲10門 艦首楼：12ポンド（5kg）砲4門 |

ロイヤル・ソブリン（HMS Royal Sovereign）はイギリス海軍の100門1等戦列艦。トラファルガーの海戦でカスバート・コリングウッド提督の旗艦であったことで有名である。ロイヤル・ソブリンの名を持つ艦としては3代目で、設計はエドワード・ハント卿による。1786年9月11日にプリマス工廠で進水し、建造費は67,458ポンドだった。同型艦はない。
1795年6月16日、ウィリアム・コーンウォリス中将の旗艦として「コーンウォリスの退却」に参加する。
ロイヤル・ソブリンは1805年10月21日のトラファルガーで最初に戦闘を開始した艦だった。もう一方の先頭艦はホレーショ・ネルソンのヴィクトリーである。船体の銅板をカディス到着前に張り替えていたため、海戦当日のような微風でもロイヤル・ソブリンは他の艦より高い速力を発揮することが出来た。そのため先陣を切ることになったのだ。艦が敵戦列に突入しスペイン艦サンタ・アナと交戦を開始したのを見てネルソンはロイヤル・ソブリンを指差して「コリングウッドのすばらしい戦い方を見たまえ！」と賞賛し、コリングウッドは艦長に「ネルソンはこの場にいたかっただろうね」と発言した。
ロイヤル・ソブリンはスペイン艦隊に廃船同然に打ちすくめられたが、サンタ・アナを降伏させることに成功し後続艦が到着するまで持ちこたえた。
1825年8月17日にキャプテンと改名されているが、それ以前に現役から外れプリマス港内で新兵の宿舎として利用されていたようだ。1826年6月には廃船となり、最終的1841年8月28日に解体された。備砲のうち4門は保存され、タインマスのコリングウッド記念碑の一部として利用されている。

## 参加海戦
- 栄光の6月1日
- トラファルガーの海戦